# Île Stolbovoï
L'île Stolbovoï (en russe : Столбовой остров) fait partie de l'archipel de Nouvelle-Sibérie situé dans la mer des Laptev, au nord des côtes de la Sibérie orientale. Sur le plan administratif elle est rattachée à la République de Sakha (Iakoutie) en Russie.
L'île est la plus occidentale des îles Liakhov. D'une superficie de 170 km2 et culminant à 222 mètres, elle est essentiellement composée de roches granitiques.
L'île Stolbovoï a été découverte en 1800 par Iakov Sannikov.

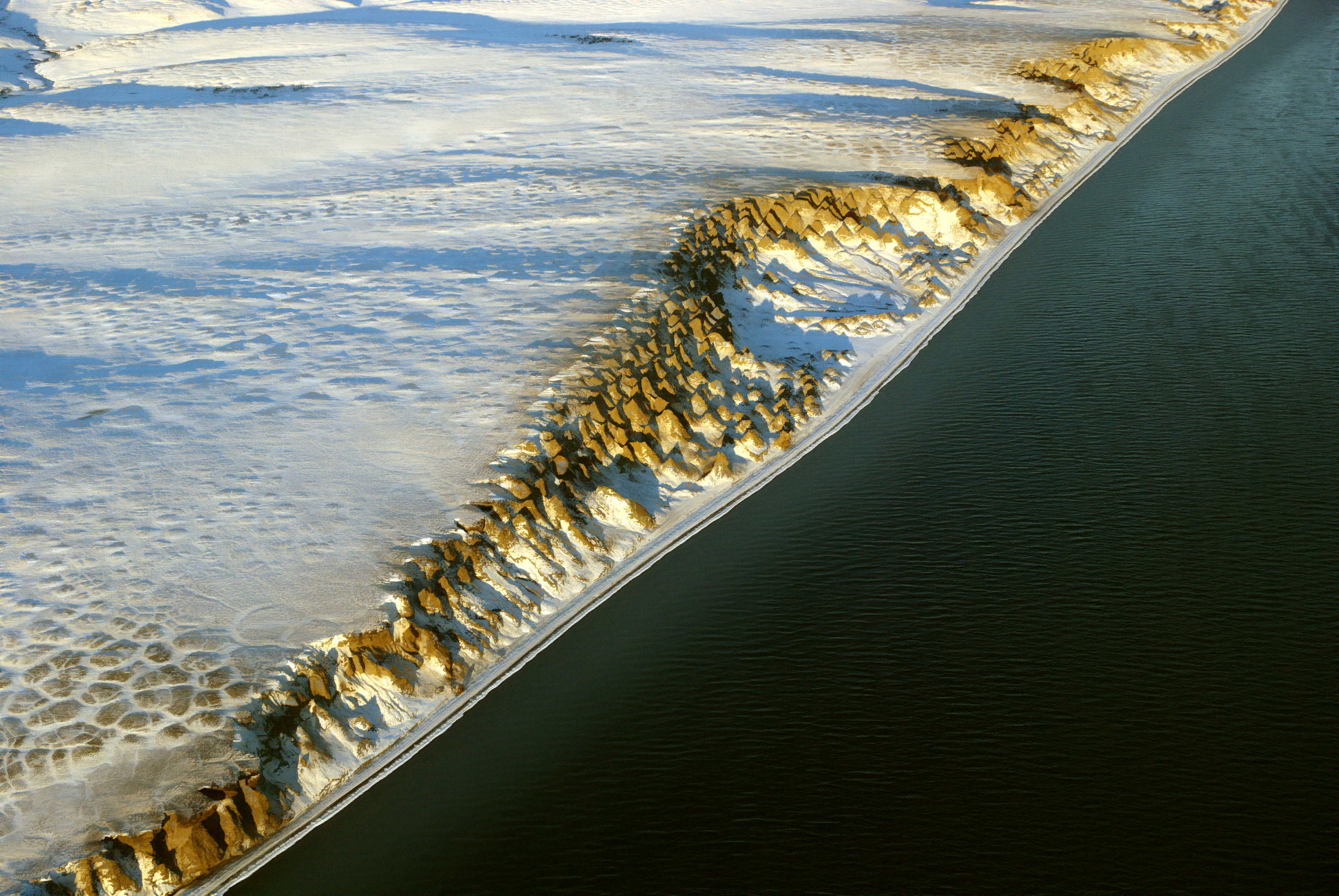
Le littoral de l'île.
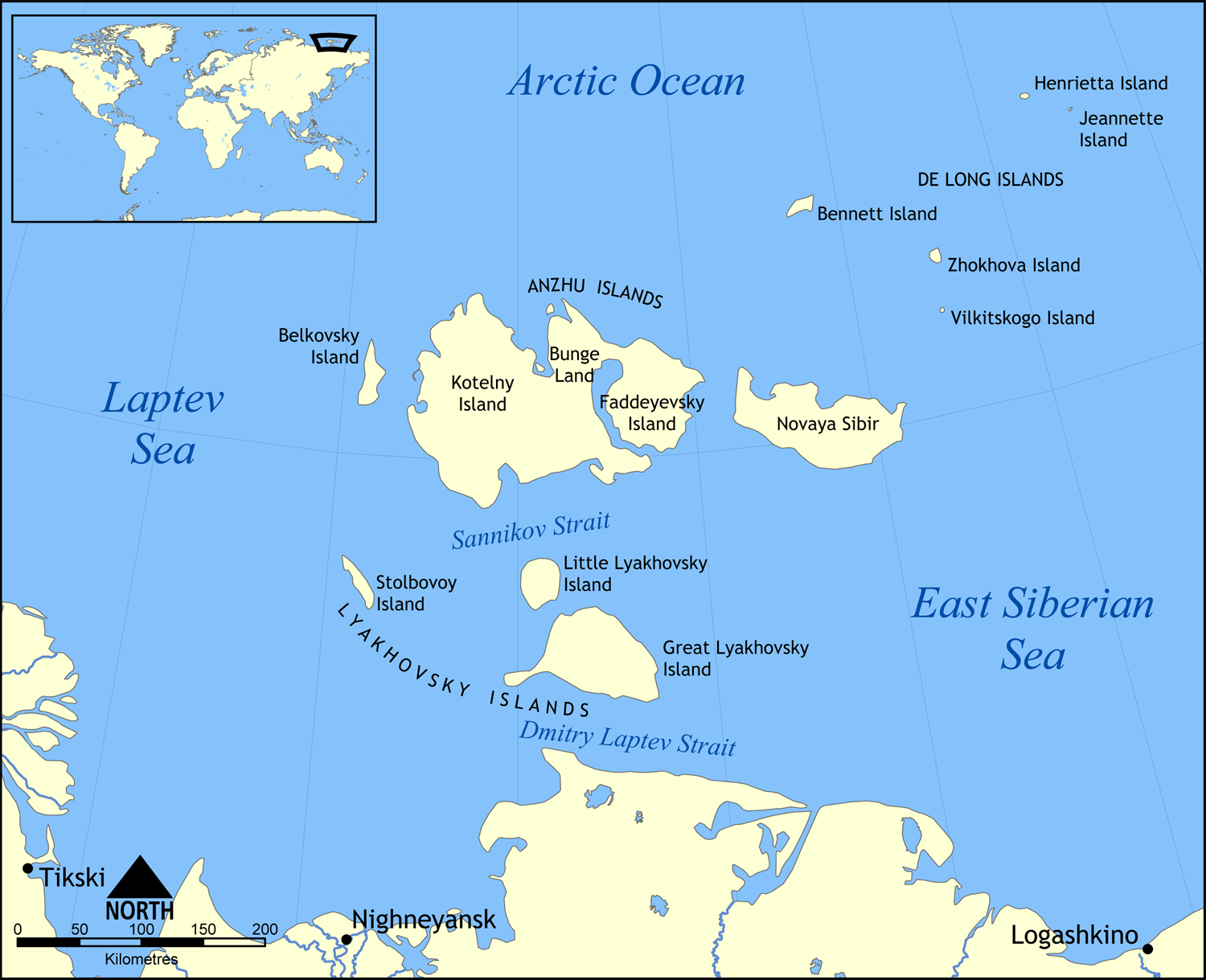